# Venedig (provins)
Provinsen Venedig (it. Provincia di Venezia) er en provins i regionen Veneto i det nordlige Italien. Venedig er provinsens hovedby.
Der var 809.586 indbyggere ved folketællingen i 2001.

## Geografi
Provinsen Venedig grænser til:
- i nordøst mod Friuli-Venezia Giulia (provinserne Udine og Pordenone),
- i øst mod Adriaterhavet,
- i syd mod provinsen Rovigo og
- i vest mod provinserne Padova og Treviso.

45°27′N 12°24′Ø / 45.45°N 12.4°Ø